# 顾岗水库
顾岗水库是中国河南省信阳市境内的一座水库，位于小洪河上，建于1979年。水库正常库容为623万立方米，集雨面积为22平方千米，海拔为99.7米。